# 디즈니+의 오리지널 프로그램 목록
디즈니 +에서 서비스하는 오리지널 콘텐츠 목록을 서술하는 문서이다.
빨간색 틀은 마블 시네마틱 유니버스, 노란색 틀은 스타워즈에 포함되는 콘텐츠를 의미한다.

디즈니 플러스 공식 로고

## 영화
- 레이디와 트램프
- 노엘
- 토고
- 티미 페일유어: 실수들이 만들어졌다
- 스타걸

## 드라마

### MCU 세계관
- 완다비전
- 팔콘과 윈터 솔져
- 로키
- 호크아이
- 미즈 마블
- 문 나이트
- 쉬헐크
- 시크릿 인베이전

### 스타워즈 세계관
- 만달로리안
- 더 북 오브 보바 펫
- 안도르
- 오비완 케노비

### 기타
- 하이 스쿨 뮤지컬: 더 뮤지컬: 더 시리즈
- 실생활 속의 픽사
- Pick of the Litter
- Diary Of a Future President
- Disney’s Fairy Tale Weddings 시즌 2
- 너와 나의 경찰수업
- 무빙
- 그리드
- 키스 식스 센스
- 카지노

## 리얼리티
- 머펫 나우
- 런닝맨: 뛰는 놈 위에 노는 놈
- 더 존: 버터야 산다
- 핑크 라이

## 다큐멘터리
- 비틀즈: 겟 백

## 애니메이션
- 포키 에스크 어 퀘스천
- 스파크쇼츠
- 피니와 퍼브 무비: 캔디스, 우주에 맞서다
- 몬스터 근무일지
- 왓 이프...?
- 미키마우스의 멋진 대모험
- 칩과 데일 파크 라이프
- 디즈니 동요놀이
- 베이맥스!
- 카 여행을 떠나요
- 주토피아+

## 내셔널 지오그래픽
- 제프 골드블룸이 본 세상
- 애니멀 킹덤의 마법
- 아메리카 퍼니스트 홈 비디오: 동물 에디션

## 논픽션
- 스케치북
- 잉크 & 페인트